# Агии Вавацинияс
Агѝи Вавациниа̀с (на гръцки: Αγίοι Βαβατσινιάς) е село в Кипър, окръг Ларнака. Според статистическата служба на Република Кипър през 2001 г. селото има 177 жители.
Намира се на 3 km северно от Ора.